# 雲門穴
雲門是手太陰肺經穴名。出自《素問·水熱穴論》。
雲指雲霧，門指門戶。雲出天氣，天氣通於肺。上焦如霧，雲遇冷下降，遇熱升騰而散走。本穴為手太陰肺經脈氣所發，位於胸膺部，內應上焦肺氣，為肺氣出入之門戶，所以名為雲門。

## 定位
距胸骨中線旁開六寸，當鎖骨外端內下方，凹陷中取穴。

## 取穴法
用手叉腰時，當鎖骨端內下方，出現三角形的凹陷底部中取穴。
- 《針灸甲乙經》：“巨骨[1]下,氣戶兩旁各二寸陷者中,動脈應手”
- 《針灸大成》：“巨骨下,俠氣戶旁二寸中,動脈應手,舉臂取之,去胸中行各六寸”

## 刺灸法
向外斜刺0.5-0.8寸，可灸。不可向內側深刺，以免傷及肺臟。
- 《針灸大成》：“《素注》針七分,《銅人》針三分,灸五壯”
- 《銅人》：“刺深使人氣逆，故不宜深刺”

## 主治
功能：肅降肺氣
主治：咳嗽，氣喘，喉痛，胸中煩熱，胸痛，肩背痛
- 《針灸大成》：“主傷寒四肢熱不已,欬逆喘不得息,胸脅短氣,氣上衝心,胸中煩滿,脅徹背痛,喉痺,肩痛臂不舉,癭氣”
- 《資生》：“雲門，療嘔逆”
- 《千金方》：“癭，上氣胸滿，灸雲門五十壯”

穴性：調理肺氣

## 配伍
- 《素問·水熱穴論》：“雲門、骨禺骨、委中、髓空，此八者，以瀉四肢之熱也”
- 《千金方》：“雲門、中府、隱白、期門、肺俞、魂門、大陵，主胸中痛”